# 마이창칭
마이창칭(麥長靑, 맥장청, 영문명 Evergreen Mak, 1968년 12월 18일 ~ )은 중화인민공화국 홍콩 특별행정구의 영화배우, 텔레비전 연기자이다.

## 생애
중화인민공화국 광둥성 포산 시 순더 구에서 출생하여 지난날 한때 중화인민공화국 광둥성 칭위안을 거쳐 중화인민공화국 광둥성 포산 시 난하이 구에서 잠시 유아기를 보낸 적이 있는 그는 1972년 이후 영국령 홍콩에서 주로 성장하였다.
1987년 텔레비전 드라마에서 연기자로 첫 데뷔하였고 이듬해 1988년 영화 《형경본색(刑警本色)》으로 영화배우 데뷔하였으며 2011년에는 가수로도 데뷔하였다.